# Czesław Szpakowicz
Czesław Szpakowicz (ur. 3 marca 1911 w Petersburgu, zm. 15 stycznia 1997 w Warszawie) – polski reżyser i scenograf teatralny.

## Życiorys
W okresie międzywojennym studiował na Wydziale Malarstwa Akademii Sztuk Pięknych w Warszawie oraz we Włoszech. Po wybuchu II wojny światowej trafił do niewoli niemieckiej i został osadzony w Oflagu VII A Murnau. Tam, w latach 1940-1945 kierował obozowym teatrem, współpracując m.in. z Leonem Schillerem. Po wyzwoleniu, w latach 1945-1946 prowadził na terenie Niemiec polskie grupy teatralne: Teatr Objazdowy oraz Teatr Ludowy im. Wojciecha Bogusławskiego w Lingen

Po powrocie do kraju w 1946 roku związał się ze teatrami warszawskimi, gdzie reżyserował i tworzył scenografię. Był dyrektorem Teatru Powszechnego (1949-1950) i Teatru Syrena (1957) oraz dyrektorem naczelnym i artystycznym Teatru Komedia (1957-1963). W latach 1968–1970 kierował Stołecznym Przedsiębiorstwem Imprez Estradowych. Ponadto współpracował z teatrami w Świdnicy, Częstochowie, Jeleniej Górze, Kielcach, Kaliszu, Gorzowie Wielkopolskim oraz Szczecinie. W latach 1956–1965 był reżyserem oraz autorem scenografii do kilkunastu spektakli Teatru Telewizji.

Po śmierci został pochowany na cmentarzu w Milanówku.